# Алессандро Андреї
Алессандро Андреї (італ. Alessandro Andrei; нар. 3 січня 1959, Флоренція, Італія) — італійський легкоатлет, що спеціалізується на штовханні ядра, олімпійський чемпіон 1984 року.

## Кар'єра
| Рік                | Змагання                      | Місто                   | Місце              | Примітки           |                    |
| Представник Італія | Представник Італія            | Представник Італія      | Представник Італія | Представник Італія | Представник Італія |
| ------------------ | ----------------------------- | ----------------------- | ------------------ | ------------------ | ------------------ |
| 1981               | Чемпіонат Європи в приміщенні | Гренобль, Франція       | 4                  | 19.34 м            |                    |
| 1982               | Чемпіонат Європи в приміщенні | Мілан, Італія           | 5                  | 19.49 м            |                    |
| 1982               | Чемпіонат Європи              | Афіни, Греція           | 10                 | 19.28 м            |                    |
| 1983               | Чемпіонат світу               | Гельсінкі, Фінляндія    | 7                  | 20.07 м            |                    |
| 1984               | Чемпіонат Європи в приміщенні | Гетеборг, Швеція        | 3                  | 20.32 м            |                    |
| 1984               | Олімпійські ігри              | Лос-Анджелес, США       | 1                  | 21.26 м            |                    |
| 1986               | Чемпіонат Європи              | Штутгарт, Німеччина     | 4                  | 20.73 м            |                    |
| 1987               | Чемпіонат світу               | Рим, Італія             | 2                  | 21.88 м            |                    |
| 1988               | Олімпійські ігри              | Сеул, Південна Корея    | 7                  | 20.36 м            |                    |
| 1989               | Чемпіонат світу в приміщенні  | Будапешт, Угорщина      | 7                  | 19.77 м            |                    |
| 1990               | Чемпіонат Європи в приміщенні | Глазго, Велика Британія | 5                  | 19.44 м            |                    |
| 1991               | Чемпіонат світу в приміщенні  | Севілья, Іспанія        | 14                 | 18.29 м            |                    |
| 1991               | Чемпіонат світу               | Токіо, Японія           | 11                 | 18.73 м            |                    |
| 1992               | Чемпіонат Європи в приміщенні | Генуя, Італія           | 6                  | 19.51 м            |                    |
| 1992               | Олімпійські ігри              | Барселона, Іспанія      | 10                 | 19.62 м            |                    |
| 1995               | Чемпіонат світу               | Гетеборг, Швеція        | 18 (кв.)           | 18.74 м            |                    |